# Horisme cristata
Horisme cristata är en fjärilsart som beskrevs av Walker 1866. Horisme cristata ingår i släktet Horisme och familjen mätare. Inga underarter finns listade i Catalogue of Life.